# بتی نسمیت گراهام
بتی نسمیت گراهام متولد ۲۳ مارس ۱۹۲۴، تایپیست، هنرمند و خالق مایع غلط‌گیر می‌باشد. او مادر مایکل نسمیت، خواننده آمریکایی نیز است.

## زندگی‌نامه
گراهام در شهر دالاس، تگزاس دیده به جهان گشود. مادرش کریستین دوول و پدرش جسی مک‌مری، مدیر یک شرکت تأمین قطعات اتومبیل بود. دوران کودکی‌اش در شهر سن آنتونیو گذشت و پس از فارغ‌التحصیلی از دبیرستان، با وارن نسمیت ازدواج کرد. چندی بعد وارن به جنگ جهانی دوم می‌رود و در همین زمان بتی پسرشان مایکل را در ۳۰ دسامبر ۱۹۴۲به دنیا می‌آورد. ازدواج این دو پس از بازگشت همسر از جنگ پایان گرفته و از هم طلاق می‌گیرند.
بعد از مرگ پدرش در اوایل دهه ۱۹۵۰، ارثی در شهر دالاس به او می‌رسد که بتی به همراه پسرش، مادر و خواهرش برای سکونت به آنجا می‌روند. در این زمان بود که او برای کسب درآمد به دنبال کار گشته و به عنوان منشی در یک شرکت مشغول فعالیت می‌شود. در زمان منشی گری، مشکل اشتباهات تایپی که در دستگاه‌های تایپ قدیمی ایجاد می‌شد یکی از مشکلات اصلی این کار بود. بتی به دنبال راهی برای حل این مشکل بود. او همواره به خود می‌گفت که یک هنرمند با پاک کردن اشتباهات را تصحیح نمی‌کند، بلکه یک هنرمند روی اشتباهاتش دوباره نقاشی کرده و از این راه مشکل را حل می‌کند. او تصمیم گرفت همین کار را انجام دهد، در همین راه مقداری آب رنگ را در شیشه‌ای ریخته و با خود به محل کار خود می‌برد و اشتباهات روزانه اش را با این روش به سادگی حل می‌کرد.
این کار به روش مخفیانه انجام می‌شد و مدیران از متوجه این کار نمی‌شدند. بتی گراهام به شکل مخفیانه از این روش به مدت ۵ سال متوالی استفاده کرد و البته در این راه با کمک معلم شیمی پسرش موفق شد فرمول این آب رنگ را کمی بهبود بخشد. بعدها با مشخص شدن این کار بیشتر رؤسای او با این روش مخالف بودند ولی دیگر همکارانش از طرفداران این روش هوشمندانه شده بودند.
در سال ۱۹۵۶ به دنبال استقبال از این محصول، بتی شروع به فروش غلط‌گیرهای خود کرد و آن‌ها را تحت نام Mistake Out به بازار عرضه می‌کرد. چندی بعد که رسماً شرکتی به این منظور افتتاح کرد، نام Mistake out به Liquid Paper تغییر نام داد.
در سال ۱۹۶۲ بتی با رابرت گراهام ازدواج کرد و این دو در مدیریت شرکت به هم کمک می‌کردند که این ازدواج نیز در سال ۱۹۷۵ به طلاق انجامید.
در سال ۱۹۷۹ ژیلت کل شرکت بتی را در آن زمان به مبلغ ۴۷٫۵ میلیون دلار خریداری کرد. در زمان فروش، شرکت ۲۰۰ کارمند داشت و سالیانه ۲۵ میلیون بطری غلط‌گیر تولید می‌کرد.
در نهایت، بتی نسمیت در ۱۲ می ۱۹۸۰ و در سن ۵۶ سالگی در شهر ریچاردسن، تگزاس از دنیا رفت.